# بريدوري
بريدوري، (بالإنجليزية: Predore)‏، هي بلدية، في مقاطعة بيرغامو في منطقة لومباردي الإيطالية، وتقع على بعد حوالي 70 كيلومترًا (43 ميلًا) شمال شرق ميلانو، وحوالي 25 كم (16 ميل) شرق بيرغامو. في 31 ديسمبر 2004، كان عدد سكانها 1837 نسمة ومساحة 11.6 كيلومتر مربع (4.5 ميل مربع).

## السكان
في سنة 1861 بلغ عدد السكان 934 نسمة، وتطور العدد ليصل في سنة 2011 لـ 1٬859 نسمة.
يظهر هذا المخطط البياني تطور النمو السكاني لـ بريدوري